# 해당과정

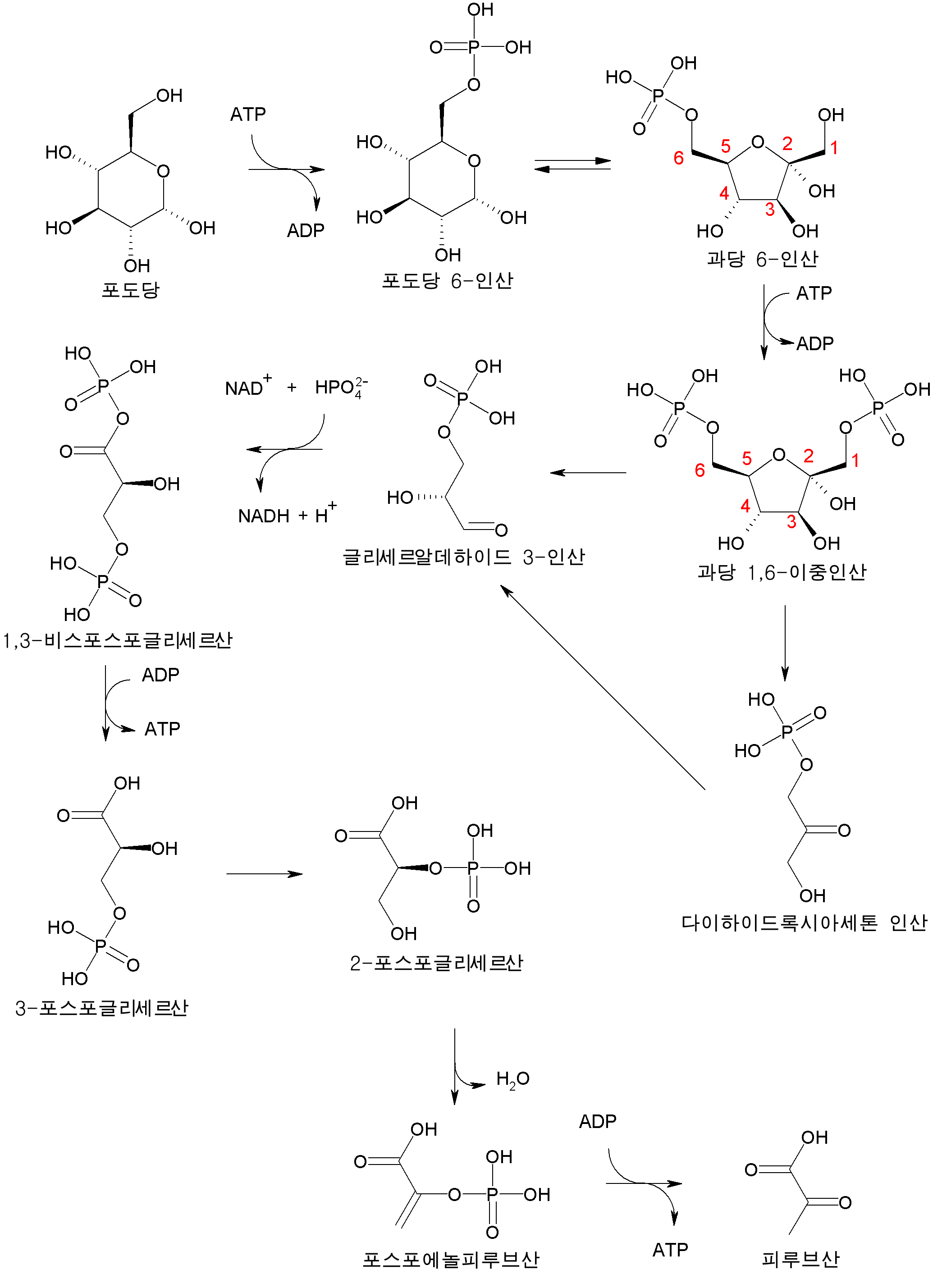
해당과정의 전체반응도

해당과정(解糖過程, 영어: glycolysis)은 포도당(C6H12O6)을 피루브산(CH3COCOO−)으로 전환하는 대사 경로이다. 이 과정에서 방출되는 자유 에너지는 고에너지 분자인 ATP(아데노신 삼인산)과 NADH(니코틴아마이드 아데닌 다이뉴클레오타이드의 환원형)을 형성하는데 사용된다. "glycolysis"의 어원은 글루코스(glucose)의 옛 이름인 "glycose"와 분해를 의미하는 "-lysis"의 합성어이다.
해당과정은 10가지 효소 촉매 반응으로 구성된다. 포도당 이외에 해당과정의 여러 대사 중간생성물들을 통해 해당과정으로 진입할 수 있다. 과당 및 갈락토스 같은 대부분의 단당류들은 해당과정의 대사 중간생성물들 중의 하나로 전환될 수 있다. 해당과정의 대사 중간생성물들은 다른 대사과정에 이용될 수도 있는데, 예를 들어 다이하이드록시아세톤 인산은 지방을 형성하기 위해 지방산과 결합하는 글리세롤의 공급원이다.
해당과정은 대사 과정에서 산소 분자(O2)를 사용하지 않는다. 다양한 생물들에서 광범위하게 해당과정이 일어난다는 것은 해당과정이 오래된 물질대사 경로임을 나타낸다. 실제로 해당과정을 구성하는 반응과 해당과정의 유사 경로인 오탄당 인산 경로는 원시 바다와 같은 무산소 조건 하에서 촉매 작용을 일으킨다.
거의 모든 생물에서 해당과정은 세포질에서 일어난다. 가장 일반적인 유형의 해당과정은 구스타프 엠덴, 오토 마이어호프, 야쿱 카롤 파르나스가 발견한 엠덴-마이어호프-파르나스 경로(Embden–Meyerhof–Parnas pathway, EMP pathway)이다. 해당과정은 엔트너-듀도로프 경로(Entner–Doudoroff pathway)와 다양한 혼합 발효(heterofermentative) 및 정상 발효(homofermentative) 경로와 같은 다른 경로를 지칭하기도 한다. 하지만, 이 문서에서는 엠덴-마이어호프-파르나스 경로로 제한해서 논의하기로 한다.
해당과정은 크게 두 단계로 나눌 수 있다.
1. 에너지 투자기(preparatory phase): ATP를 소비하는 단계
2. 에너지 회수기(payoff phase): ATP를 생산하는 단계

## 개요
해당과정의 전체 반응식은 다음과 같다.
포도당 + 2 NAD+ + 2 ADP + 2 Pi → 2 피루브산 + 2 NADH + 2 H+ + 2 ATP + 2 H2O
세포 환경에서는 ADP의 3개의 하이드록시기가 모두 −O−와 H+로 해리되어 ADP3−를 생성하며, ADP3−는 Mg2+와 이온결합을 형성하여 ADPMg−를 생성하는 경향이 있다. ATP는 4개의 하이드록시기를 가지는 ATPMg2−를 제외하고 동일하게 작용한다.
해당과정에서 1분자의 포도당이 2분자의 피루브산으로 분해되며, 이 과정에서 2분자의 ATP가 순생산된다. 발효 과정을 수행하는 대부분의 세포는 사용한 NAD+를 재생성하기 위한 추가 반응을 수행하고 최종생성물로 에탄올이나 젖산을 생성한다. 많은 세균들은 NAD+를 재생성하기 위한 전자수용체로 무기화합물을 사용한다.
산소 호흡을 수행하는 세포는 훨씬 많은 ATP를 합성하지만, 해당과정을 통해 많은 ATP를 생성하는 것은 아니다. 산소 호흡에서의 추가적인 반응들은 해당과정에서 생성된 피루브산과 NADH + H+를 사용한다. 진핵생물에서 산소 호흡은 1분자의 포도당에 대해 대략 32분자의 ATP를 생성하지만, 생성되는 ATP의 대부분은 해당과정이나 시트르산 회로에서의 기질수준 인산화와는 다른 기작인 산화적 인산화에 의해 ATP를 생성한다.
산소 호흡에 비해 무산소 호흡은 포도당 1분자당 ATP 생산량이 적지만, 격렬한 활동 등으로 산소가 부족한 조건에 직면하게 되면 무산소 호흡으로의 대사 흐름이 증가한다.

## 역사
오늘날 알려져 있는 해당과정의 경로는 완전히 밝혀지기까지 거의 100년이 걸렸다. 전체적인 해당과정의 경로를 밝히기 위해서 수없이 많은 실험들과 각각의 결론들이 합쳐진 결과물이 필요했다.
해당과정을 이해하기 위한 첫 걸음은 19세기에 와인 산업에서 시작되었다. 경제적인 이유로 프랑스의 와인 업계는 왜 발효 과정에서 에탄올이 제대로 생성되지 않고 와인이 종종 맛없게 변질되는지를 조사하고자 했다. 프랑스의 과학자 루이 파스퇴르는 1850년대에 이 문제를 연구했으며, 파스퇴르의 연구 결과들은 해당과정을 밝혀내는 대장정의 시작이었다. 파스퇴르의 실험은 발효가 살아있는 미생물의 작용에 의해 일어난다는 것을 보여주었다. 발효시 혐기성 조건에 비해 호기성 조건에서 효모의 포도당 소비가 감소한다는 사실을 발견했다(파스퇴르 효과).

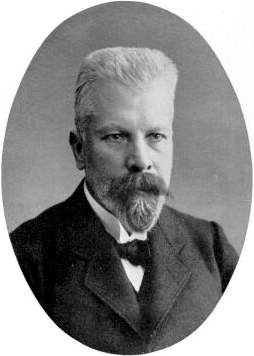
세포 없이도 발효가 일어나는 것을 발견한 에두아르트 부흐너

파스퇴르의 실험은 획기적이었지만, 해당과정의 구성 단계들에 대한 이해는 1890년대에 에두아르트 부흐너의 비세포 발효 실험을 통해 제공되었다. 부흐너는 생명이 없는 효모 추출액(추출액 속에 들어있는 효소의 작용을 통해)을 이용해서 포도당을 에탄올로 전환시키는 것이 가능하다는 것을 입증했다. 이 실험은 생화학에 혁명을 일으켰을 뿐만 아니라, 이 후의 과학자들이 보다 통제된 실험실 환경에서 해당과정을 분석할 수 있도록 해주었다. 일련의 실험들(1905년~1911년)에서 아서 하든과 윌리엄 영은 해당과정의 보다 많은 부분들을 밝혀냈다. 그들은 알코올 발효에서 포도당 소비에 대한 ATP의 조절 효과를 발견했다. 또한 해당과정의 중간생성물인 과당 1,6-이중인산의 역할을 밝혀냈다.
과당 1,6-이중인산에 대한 설명은 효모 추출액을 포도당과 함께 배양했을 때 CO2 생성량을 측정함으로써 이루어졌다. CO2 생성량은 급격히 증가한 후 점차 느리게 감소하였다. 하든과 영은 무기인산(Pi)이 혼합물에 첨가되면 이 과정이 재개된다는 것에 주목했다. 하든과 영은 이러한 과정이 유기인산 에스터(에스테르)를 생성하고, 추후 실험을 통해 과당 1,6-이중인산을 추출할 수 있을 것이라고 추측했다.
아서 하든과 윌리엄 영은 닉 셰퍼드와 함께 실시한 두 번째 실험에서 발효를 진행시키기 위해서 열에 민감한 고분자량의 부분(효소의 단백질 부분)과 열에 민감하지 않은 저분자량의 부분(ADP, ATP, NAD+ 및 다른 보조 인자들)이 함께 필요하다는 것을 밝혀냈다. 이 실험은 투석된(정제된) 효모 추출액으로 발효시킬 수 없거나 당인산을 생성할 수 없음을 관찰함으로써 이루어졌다. 끓인 후 투석시키지 않은 효모 추출액과 투석된 효모 추출액을 섞은 혼합물은 발효를 시킬 수 있었다. 효모 추출액을 끓이면 단백질이 변성되므로 단백질이 활성을 잃어버린다. 끓인 효모 추출액과 투석된 효모 추출액의 혼합물이 발효를 시킬 수 있다는 것은 보조 인자가 비단백질이라는 것을 암시한다.

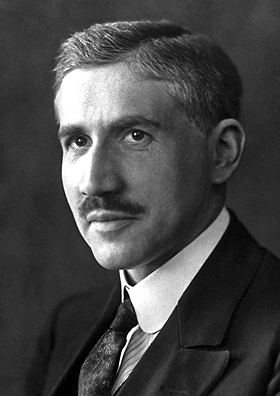
해당과정의 퍼즐을 완성하는데 기여한 주요 과학자들 중 한 명인 오토 마이어호프

1920년대에 오토 마이어호프는 부흐너, 하덴, 영이 발견한 해당과정의 부분적인 과정들을 서로 연결시켰다. 마이어호프와 그의 연구팀은 근육 조직으로부터 해당과정의 효소들을 추출하여 인위적으로 글리코젠에서 젖산까지 생성하는 경로를 만들었다.
마이어호프와 르네이트 주노비츠 코콜라티(Renate Junowicz-Kockolaty)는 과당 1,6-이중인산이 2개의 삼탄당 인산으로 분해되는 반응을 연구했다. 이전의 연구는 1,3-다이포스포글리세르알데하이드와 산화효소와 보조 인자들을 통해 분열이 일어난다고 제안되었었다. 마이어호프와 주노비츠는 알도스와 이성질화효소 반응의 평형 상수가 무기인산이나 다른 보조 인자 또는 산화효소에 의해 영향을 받지 않는다는 것을 발견했다. 이들은 해당과정의 가능한 중간생성물에서 1,3-다이포스포글리세르알데하이드를 제외했다.
1930년대에 구스타프 엠덴은 우리가 현재 해당과정으로 알고 있는 대사 경로의 상세한 단계별 개요를 제안했다. 해당과정의 복잡성을 결정하는데 가장 큰 어려움은 빠른 분해 반응, 해당 과정 중간생성물의 매우 짧은 수명과 낮은 정상 상태 농도에 있었다. 1940년대에 이르러서 마이어호프, 엠덴, 및 다른 많은 생화학자들은 마침내 해당과정의 퍼즐을 완성했다. 해당과정에 대한 이해는 다음 수십년 동안 확장되었고, 해당과정 조절에 대한 보다 세부적인 내용들과 다른 대사 경로들과의 통합에 대한 내용들을 포함하게 되었다.

## 반응 순서

### 에너지 투자기
처음 다섯 단계는 1분자의 포도당을 2분자의 삼탄당 인산인 글리세르알데하이드 3-인산(G3P)으로 전환시키는데 에너지를 소비하기 때문에 에너지 투자기(또는 준비기)로 간주된다.

#### 단계 1: 포도당의 인산화
해당과정의 첫 번째 단계는 헥소키네이스로 불리는 효소군에 의해 포도당이 인산화되어 포도당 6-인산(G6P)을 생성하는 것이다. 이 반응은 ATP를 소모하지만, 포도당의 농도를 낮게 유지하여 세포막 운반체를 통해 세포 내로 포도당이 계속해서 유입될 수 있도록 한다. 또한 포도당이 세포 밖으로 새어나가는 것을 막는다. 세포는 포도당 6-인산을 위한 운반체가 없으며 포도당 6-인산의 전하로 인해 세포 밖으로의 자유로운 확산이 방지된다. 포도당은 선택적으로 세포 내 녹말 또는 글리코젠의 가인산분해 또는 가수분해로부터 형성될 수 있다.
|  |

동물에서 글루코키네이스라고 불리는 헥소키네이스의 동질효소(isozyme)는 간에서 사용되며, 포도당에 대한 친화도가 훨씬 낮으며(정상 혈당 부근에서의 Km), 조절 메커니즘도 전혀 다르다. 글루코키네이스의 다른 기질 친화성 및 다른 조절 메커니즘은 혈당량을 유지하는 간의 역할을 반영한다. 보조 인자는 Mg2+이다.

#### 단계 2: 포도당 6-인산에서 과당 6-인산으로의 변환
포스포헥소스 이성질화효소는 포도당 6-인산(G6P)을 과당 6-인산(F6P)으로 재배열한다. 과당은 인산화되어 과당 6-인산의 형태로 해당과정으로 들어간다.
|  |

포도당 6-인산이 과당 6-인산으로 전환되는 것처럼 화학식의 변화없이 구조만 바뀌는 것이 이성질화이다. 반응을 진행시키기 위해 포스포헥소스 이성질화효소가 필요하다. 이 반응은 정상적인 세포 조건하에서 가역적이다. 그러나 과당 6-인산의 농도가 낮기 때문에 과당 6-인산을 생성하는 쪽으로 반응이 진행되고 과당 6-인산은 해당과정의 다음 단계에서 지속적으로 소비된다. 과당 6-인산의 농도가 높은 조건하에서 이 반응은 쉽게 역방향으로 진행된다. 이 현상은 르 샤틀리에의 원리를 통해 설명할 수 있다. 케토스로의 이성질화는 아래의 단계 4에서 탄소 음이온의 안정화에 필요하다.

#### 단계 3: 과당 6-인산에서 과당 1,6-이중인산으로의 인산화
이 단계에서 ATP의 에너지를 소비하는 것에는 다음의 2가지 이유가 있다. 포스포프럭토키네이스-1의 반응은 비가역적이며, 공급된 에너지는 분자를 불안정하게 만든다. 포스포프럭토키네이스-1(PFK-1)에 의해 촉매되는 반응은 ATP의 가수분해 반응과 동반하기 때문에(에너지적으로 유리한 단계) 본질적으로 비가역적이며, 포도당신생합성에서 역반응을 수행하기 위해선 다른 경로가 사용되어야 한다. 이것은 이 반응을 핵심 조절 지점으로 만든다(아래 참조). 이 반응은 또한 속도 제한 단계이다.
|  |

또한 두 번째 인산화는 다음 단계에서 2개의 하전된 인산기를 형성하게 하여, 세포 밖으로 자유롭게 기질이 확산되는 것을 막기 위해 필요하다.
동일한 반응은 피로인산 의존성 포스포프럭토키네이스(PFP 또는 PPi-PFK)에 의해 촉매될 수 있는데 이는 대부분의 식물, 일부 세균, 고세균 및 원생생물에서 발견되지만, 동물에서는 발견되지 않는다. 이 효소는 인산 공급원으로 ATP 대신에 피로인산(PPi)을 사용한다. 이 반응은 가역적이며, 해당과정의 대사 유연성을 증가시킨다. 희귀한 ADP-의존성 포스포프럭토키네이스의 변이체는 고세균 종에서 확인되었다. 보조 인자는 Mg2+이다.

#### 단계 4: 과당 1,6-이중인산의 분해
이전 반응에서 분자를 불안정하게 만든 것은 육탄당 고리가 알돌레이스에 의해 두 개의 삼탄당, 즉 다이하이드록시아세톤 인산(케토스)과 글리세르알데하이드 3-인산(알도스)으로 분리되도록 한다. 알돌레이스에는 두 가지 종류가 있는데 동물과 식물에 존재하는 I 형 알돌레이스와 균류와 세균에 존재하는 II 형 알돌레이스로 이 두 종류의 효소는 케토스 고리를 분해할 때 서로 다른 메커니즘을 사용한다.
|  |

탄소-탄소 결합의 분해시 다른 위치로 옮겨진 전자는 하이드록시기와 결합한다. 생성된 탄소 음이온은 공명 전하 분포를 통한 탄소 음이온의 자체 구조 및 하전된 이온 보결분자단의 존재에 의해 안정화된다.

#### 단계 5: 삼탄당 인산의 상호변환
삼탄당 인산 이성질화효소는 다이하이드록시아세톤 인산과 글리세르알데하이드 3-인산을 신속하게 상호변환시킨다. 다이하이드록시아세톤 인산을 글리세르알데하이드 3-인산(G3P)으로 변환시키는 것은 글리세르알데하이드 3-인산만이 해당과정에서 직접적으로 계속 분해될 수 있기 때문에 조절을 단순화하는데에 이점이 있다.
|  |

### 에너지 회수기
해당과정의 후반부는 에너지가 풍부한 분자인 ATP와 NADH를 생성하는 에너지 회수기(payoff phase)로 알려져 있다. 포도당은 준비기에서 2분자의 삼탄당으로 변환되기 때문에 회수기에서 각 단계의 반응은 포도당 1분자당 2회 발생한다. 에너지 회수기에서 2분자의 NADH와 4분자의 ATP가 생성되므로 전체 해당과정을 통해서 포도당 1분자당 2분자의 NADH와 2분자의 ATP가 순생성된다.

#### 단계 6: 글리세르알데하이드 3-인산에서 1,3-비스포스포글리세르산으로의 산화와 인산화
글리세르알데하이드 3-인산 탈수소효소에 의해 글리세르알데하이드 3-인산의 알데하이드기는 산화되고, 무기인산이 첨가되어 1,3-비스포스포글리세르산이 형성된다. 2분자의 NAD+는 환원되어 2분자의 NADH + H+를 생성한다.
|  |

인산기(Pi)가 실제로 인산 음이온(HPO42−)의 형태로 존재하기 때문에 수소 원자의 균형과 전하의 균형이 둘 다 유지되며, 이는 여분의 H+이온을 주도록 해리되고, 양 쪽에 −3의 순전하를 제공한다.
무기인산과 유사한 음이온인 비산(arsenate, AsO43−)은 인산을 대체할 수 있는 기질로 1-아르세노-3-포스포글리세르산을 형성한다. 그러나, 1-아르세노-3-포스포글리세르산은 불안정하고 쉽게 가수분해되어 다음 단계에서 중간생성물인 3-포스포글리세르산을 형성한다. 이 단계를 우회해서 반응이 진행되더라도 다음 반응에서 1,3-비스포스포글리세르산으로부터 ATP는 생성되지 않을 것이다. 결과적으로 비산은 해당과정의 짝풀림제이다.

#### 단계 7: 1,3-비스포스포글리세르산에서 ADP로의 인산기 전달
이 단계는 포스포글리세르산 키네이스가 촉매하는 반응으로 1,3-비스포스포글리세르산에서 인산기를 전이해서 3-포스포글리세르산과 ATP를 형성한다. 이 단계에서 해당과정은 손익분기점에 도달하는데 단계 1과 단계 3에서 각각 1분자씩 2분자의 ATP가 소비되었고, 이 단계에서 2분자의 새로운 ATP가 합성된다. 이 단계에서 ATP는 기질수준 인산화로 생성된다. 따라서 세포가 ATP를 충분히 가지고 있을 때(그리고 ADP를 적게 가질 때), 이 반응은 일어나지 않는다. ATP는 대사되지 않을 때 상대적으로 빨리 감소하기 때문에, 이 단계는 해당과정에서 중요한 조절 지점이다.
|  |

실제로 ADP는 ADPMg−로, ATP는 ATPMg2−로 존재한다. 보조 인자는 Mg2+이다.

#### 단계 8: 3-포스포글리세르산에서 2-포스포글리세르산으로의 이성질화
포스포글리세르산 뮤테이스는 3-포스포글리세르산을 2-포스포글리세르산으로 이성질화시킨다.
|  |

#### 단계 9: 2-포스포글리세르산에서 포스포엔올피루브산으로의 탈수반응
엔올레이스는 2-포스포글리세르산을 포스포엔올피루브산으로 변환시킨다. 이 반응은 E1cB 메커니즘을 포함하는 제거 반응이다.
|  |

보조 인자는 Mg2+이다. 하나는 기질의 카복실기와 배위결합을 하는 "입체구조" 이온이고, 다른 하나는 탈수 반응에 참여하는 "촉매" 이온이다.

#### 단계 10: 포스포엔올피루브산으로부터 ADP로의 인산기 전이
마지막 단계의 반응은 기질수준 인산화로 피루브산 키네이스를 통해 피루브산과 ATP를 생성한다. 이 반응은 포스포글리세르산이 촉매하는 단계와 유사한, 추가적인 조절 단계로 작용한다.
|  |

보조 인자는 Mg2+이다.

### 생화학적인 논리
하나 이상의 조절 지점이 존재한다는 것은 이러한 지점들에서 중간생성물들이 다른 대사 과정을 통해 해당과정으로 들어오거나 빠져 나간다는 것을 의미한다. 예를 들어, 첫 번째 조절 단계에서 헥소키네이스는 포도당을 포도당 6-인산으로 전환시킨다. 해당과정을 계속 진행하는 대신, 이러한 중간생성물을 글리코젠이나 녹말과 같은 포도당 저장 분자로 전환할 수 있다. 예를 들어 역반응인 글리코젠 분해는 주로 포도당 6-인산을 생성하고, 매우 적은 포도당을 생성한다. 이렇게 생성된 포도당 6-인산은 첫 번째 조절 지점 이후의 지점을 통해 해당과정으로 들어올 수 있다.
두 번째 조절 단계(해당과정의 단계 3)에서, 포스포프럭토키네이스-1은 과당 6-인산을 과당 1,6-이중인산으로 변환한다. 그리고 다음 단계에서 글리세르알데하이드 3-인산과 다이하이드록시아세톤 인산으로 분해된다. 다이하이드록시아세톤 인산은 트라이글리세라이드를 형성하는데 사용될 수 있는 글리세롤 3-인산으로 전환되어 해당과정으로부터 빠져 나갈 수 있다. 반대로 트라이글리세라이드는 지방산과 글리세롤로 분해될 수 있다. 글리세롤은 다이하이드록시아세톤 인산으로 전환될 수 있고, 두 번째 조절 지점 이후에 해당과정으로 들어올 수 있다.

### 자유 에너지 변화
| 화합물                    | 농도 (mM) |
| ------------------------- | --------- |
| 포도당                    | 5.0       |
| 포도당 6-인산             | 0.083     |
| 과당 6-인산               | 0.014     |
| 과당 1,6-이중인산         | 0.031     |
| 다이하이드록시아세톤 인산 | 0.14      |
| 글리세르알데하이드 3-인산 | 0.019     |
| 1,3-비스포스포글리세르산  | 0.001     |
| 2,3-비스포스포글리세르산  | 4.0       |
| 3-포스포글리세르산        | 0.12      |
| 2-포스포글리세르산        | 0.03      |
| 포스포엔올피루브산        | 0.023     |
| 피루브산                  | 0.051     |
| ATP                       | 1.85      |
| ADP                       | 0.14      |
| Pi                        | 1.0       |

해당과정의 각 단계에 대한 자유 에너지 변화 ΔG는 ΔG = ΔG°' + RTln Q를 사용하여 계산할 수 있으며, 여기서 Q는 반응지수이다. 이 값을 구하기 위해서는 대사 산물의 농도를 알아야 한다. NAD+ 와 NADH의 농도를 제외한 모든 값은 적혈구를 이용해서 얻을 수 있다. 세포질에서 대략적으로 NAD+ : NADH = 1000 : 1의 비율이며, 이는 글리세르알데하이드 3-인산의 산화(단계 6)를 보다 유리하게 만든다.
각 단계에서 측정된 농도와 표준 자유 에너지 변화를 사용하여 실제 자유 에너지 변화를 계산할 수 있다.
| 단계 | 반응                                                                               | ΔG°' (kJ/mol) | ΔG (kJ/mol) |
| ---- | ---------------------------------------------------------------------------------- | ------------- | ----------- |
| 1    | 포도당 + ATP4− → 포도당 6-인산2− + ADP3− + H+                                      | -16.7         | -34         |
| 2    | 포도당 6-인산2− → 과당 6-인산2−                                                    | 1.67          | -2.9        |
| 3    | 과당 6-인산2− + ATP4− → 과당 1,6-이중인산4− + ADP3− + H+                           | -14.2         | -19         |
| 4    | 과당 1,6-이중인산4− → 다이하이드록시아세톤 인산2− + 글리세르알데하이드 3-인산2−    | 23.9          | -0.23       |
| 5    | 다이하이드록시아세톤 인산2− → 글리세르알데하이드 3-인산2−                          | 7.56          | 2.4         |
| 6    | 글리세르알데하이드 3-인산2− + Pi2− + NAD+ → 1,3-비스포스포글리세르산4− + NADH + H+ | 6.30          | -1.29       |
| 7    | 1,3-비스포스포글리세르산4− + ADP3− → 3-포스포글리세르산3− + ATP4−                  | -18.9         | 0.09        |
| 8    | 3-포스포글리세르산3− → 2-포스포글리세르산3−                                        | 4.4           | 0.83        |
| 9    | 2-포스포글리세르산3− → 포스포엔올피루브산3− + H2O                                  | 1.8           | 1.1         |
| 10   | 포스포엔올피루브산3− + ADP3− + H+ → 피루브산− + ATP4−                              | -31.7         | -23.0       |

적혈구에서 대사산물의 생리적 농도를 측정하는 것으로부터 해당과정의 전체 10개의 단계 중 7개의 단계가 평형상태에 있음을 알 수 있다. 큰 음의 자유 에너지 변화가 있는 나머지 3개의 단계는 평형 상태가 아니며 비가역적인 반응으로 이 단계들은 종종 조절의 대상이 된다.
단계 5는 중간생성물인 글리세르알데하이드 3-인산의 농도를 감소시키거나 증가시킬 수 있는 부반응(side-reaction)이다. 글리세르알데하이드 3-인산은 촉매적으로 완벽한 효소인 삼탄당 인산 이성질화효소에 의해 다이하이드록시아세톤 인산으로 전환되는데 그 반응이 평형 상태에 있다고 간주될 수 있을 정도로 그 반응속도가 매우 빠르다. ΔG가 0이 아니라는 것은 적혈구에서의 실제 농도를 정확하게 모른다는 것을 의미한다.

### 속도 제한 효소의 조절
4가지 조절 효소는 헥소키네이스, 글루코키네이스, 포스포프럭토키네이스-1, 피루브산 키네이스이다. 해당과정을 통한 흐름은 세포 내부 및 외부 조건에 따라 조절된다. 해당과정을 조절하는 내부 요인은 주로 세포의 필요에 따라 적절한 양의 ATP를 공급하는 것이다. 외부 요인은 주로 식사 후에 혈액에서 많은 양의 포도당을 이동시킬 수 있는 간, 지방 조직, 근육에 작용한다(조직 유형에 따라 과량의 포도당을 지방 또는 글리코젠으로 저장하여 고혈당을 방지한다). 간은 또한 식사 사이, 단식 중이나 운동 중에 글리코젠 분해 및 포도당신생합성을 통해 혈액으로 포도당을 방출하여 저혈당을 방지할 수 있다.
동물에서는 간과 이자에서 혈당량을 조절하는 것이 항상성 유지의 중요한 부분이다. 이자의 β 세포는 혈당 농도에 민감하다. 혈당 농도가 상승하면 인슐린이 혈액으로 방출되어 특히 간에 영향을 미치고, 지방세포와 근육세포는 혈액으로부터 포도당을 흡수한다. 혈당량이 떨어지면 이자의 β 세포가 인슐린 생성을 멈추고, 인접한 이자의 α 세포에서 혈액으로 글루카곤을 방출하도록 자극한다. 이것은 저장되어 있는 글리코젠 분해와 포도당신생합성을 통해 간에서 혈액으로 포도당을 방출하게 한다. 혈당량의 저하가 급격하거나 심하면 다른 포도당 센서로 인해 부신 속질에서 혈액으로 에피네프린이 방출된다. 에피네프린은 포도당 대사에서 글루카곤과 동일한 작용을 하지만 그 효과는 더욱 두드러진다. 글루카곤과 에피네프린은 간에서 해당과정, 지방산 합성, 콜레스테롤 합성, 포도당신생합성, 글리코젠 분해 대사 경로에서 핵심적인 속도 제한 효소들의 인산화를 일으킨다. 인슐린은 이러한 효소들에 대해 반대되는 효과를 나타낸다. 이러한 효소들의 인산화와 탈인산화(궁극적으로 혈당량에 반응함)는 간, 지방세포 및 근육세포에서 이들 대사 경로들이 조절되는 지배적인 방식이다. 따라서 포스포프럭토키네이스-2(PFK-2)의 인산화는 해당과정을 억제하고, 인슐린의 작용을 통한 포스포프럭토키네이스-2의 탈인산화는 해당과정을 촉진한다.
또한 헥소키네이스와 글루코키네이스는 다른 조직세포로 포도당의 흡수 조절에 호르몬 작용과는 별개로 작동한다. 헥소키네이스는 세포의 포도당 6-인산의 양에, 글루코키네이스는 혈당량에 반응하여 다른 조직에서 해당 과정의 세포 내 조절을 수행한다.
포도당이 헥소키네이스나 글루코키네이스에 의해 포도당 6-인산(G6P)로 전환될 때 포도당 6-인산은 글리코젠 합성을 위해 포도당 1-인산(G1P)으로 전환되거나, 해당과정에 의해 피루브산으로 전환되어 미토콘드리아로 들어가 아세틸-CoA로 전환된 다음 시트르산으로 대사된다. 과량의 시트르산은 미토콘드리아에서 ATP 시트르산 분해효소가 아세틸-CoA와 옥살아세트산을 재생성하는 장소인 세포질로 다시 내보내진다. 아세틸-CoA는 지방산 합성 및 콜레스테롤 합성에 사용되며, 혈당량이 높을 때 과량의 포도당을 이용하는 두 가지 주요 방법이 있다. 이러한 반응을 촉매하는 속도 제한 효소는 간세포에서 인슐린의 작용을 통해 탈인산화될 때 기능을 수행한다. 식사 사이에, 또는 단식 중이거나 운동 중일 때 또는 저혈당 상태일 때는 글루카곤과 에피네프린이 혈액으로 방출된다. 이로 인해 간에 저장된 글리코젠은 다시 포도당 6-인산으로 전환된 다음 간에 존재하는 특이적인 효소인 포도당 6-인산가수분해효소에 의해 포도당으로 전환되어 혈액으로 방출된다. 또한 글루카곤과 에피네프린은 포도당신생합성을 촉진하여 비탄수화물 기질을 포도당 6-인산으로 전환하고, 글리코젠 분해에서 유래한 포도당 6-인산을 합류시키거나 간에 저장된 글리코젠이 고갈될 때 이를 대체한다. 뇌는 대부분의 조건에서 에너지원으로 포도당을 사용하기 때문에, 포도당은 뇌 기능에 있어 중요하다. 포스포프럭토키네이스와 피루브산 키네이스에 대한 조절은 해당과정이 포도당신생합성이나 글리코젠 분해와 동시에 일어나는 것을 방지한다.

#### 헥소키네이스와 글루코키네이스

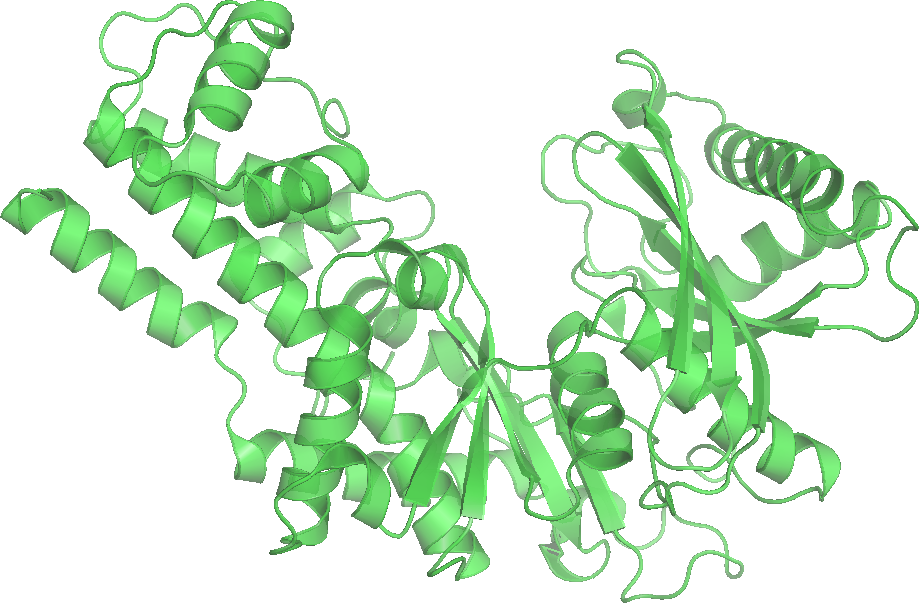
효모의 헥소키네이스 B

모든 세포에는 헥소키네이스가 존재하는데, 이는 세포로 들어온 포도당을 포도당 6-인산으로 전환되는 것을 촉매한다. 세포막은 포도당6-인산을 통과시키지 않기 때문에, 헥소키네이스는 본질적으로 포도당을 인산화시켜서 세포 안으로 들어온 포도당을 세포 밖으로 빠져나가지 않도록 붙잡아둔다. 헥소키네이스는 세포 내에서 높은 농도의 포도당 6-인산에 의해 저해된다. 따라서 세포 내로 포도당이 유입되는 속도는 부분적으로 포도당 6-인산이 해당과정과 글리코젠 합성(간과 근육 같은 글리코젠을 저장하는 세포에서)에 의해 처리되는 속도에 달려있다.
헥소키네이스와는 달리 글루코키네이스는 포도당 6-인산에 의해 저해되지 않는다. 글루코키네이스는 간에 존재하며 혈액 중에 포도당이 풍부할 때 간세포로 들어오는 포도당을 인산화시켜 포도당 6-인산을 형성한다. 이것은 간에서 일어나는 해당과정에 대해 추가적인 조절 단계로 작용한다.

#### 포스포프럭토키네이스-1

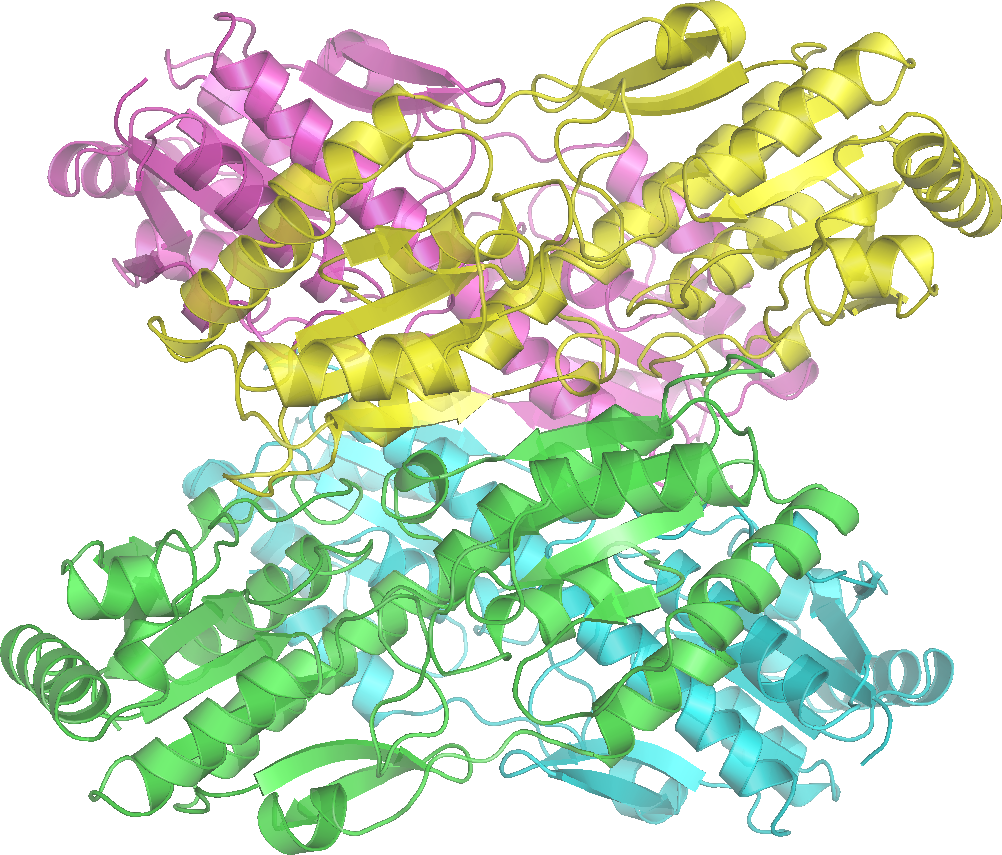
지오바실러스 스테아로써모필러스(Bacillus stearothermophilus)의 포스포프럭토키네이스

포스포프럭토키네이스-1(PFK-1)는 비가역적인 반응을 촉매하며, 핵심적인 다른자리입체성 조절자인 AMP와 과당 2,6-이중인산(F2,6,BP)를 가지기 때문에 포스포프럭토키네이스는 해당과정에서 주요 조절 지점이다.
과당 6-인산(F6P)이 포스포프럭토키네이스-2(PFK-2)에 의해 인산화될 때 합성되는 과당 2,6-이중인산(F2,6BP)은 포스포프럭토키네이스-1(PFK-1)의 매우 강력한 활성인자이다. 간에서 혈당이 낮고, 글루카곤이 cAMP를 증가시키면, 포스포프럭토키네이스-2(PFK-2)는 단백질 키네이스 A에 의해 인산화된다. 포스포프럭토키네이스-2(PFK-2)와 과당 2,6-이중인산가수분해효소(FBPase-2)는 2가지 기능을 가진 단일 단백질이며, 이 단백질에 존재하는 2가지 다른 효소의 활성부위가 각각의 기능을 수행한다. 글루카곤과 에피네프린은 둘 다 간에서 cAMP의 농도를 증가시킨다. 간에서 과당 2,6-이중인산(F2,6BP)의 농도가 낮으면 포스포프럭토키네이스-1(PFK-1)의 활성이 감소하고, 과당 1,6-이중인산가수분해효소(FBPase-1)의 활성은 증가하므로 포도당신생합성(본질적으로 "해당과정의 역반응")이 촉진된다. 따라서 간은 글루카곤과 에피네프린에 반응하여 포도당을 혈액으로 방출시켜 혈당량을 증가시킨다.
ATP는 포스포프럭토키네이스-1(PFK-1)의 알로스테릭 조절 자리를 두고 AMP와 경쟁한다. 세포의 ATP 농도는 AMP의 농도보다 훨씬 더 높으며, 일반적으로 100배 더 높지만, 정상적인 생리 조건하에서 ATP의 농도는 10% 이상 변하지 않는 반면에 ATP가 10% 감소하면 AMP는 6배 증가한다. 따라서 ATP가 알로스테릭 조절인자라는 것은 상당히 의심스럽다. AMP의 증가는 세포의 에너지 생산이 감소한 결과다.
시험관 내의 실험에서 시트르산은 ATP의 억제효과를 강화하여 포스포프럭토키네이스-1(PFK-1)을 억제한다. 그러나 세포질에서 시트르산은 주로 지방산 합성 및 콜레스테롤 합성을 위한 아세틸-CoA로의 전환에 이용되기 때문에 시험관 내에서의 실험이 생체 내에서 의미있는 효과를 가질지는 의심스럽다.
p53 유도 효소인 TIGAR는 포스포프럭토키네이스-1의 조절에 관여하며, 산화적인 스트레스로부터 보호하는 역할을 한다. TIGAR는 F2,6BP를 조절하는 2가지 기능을 가진 단일 효소이다. TIGAR는 과당 2,6-이중인산의 2번 탄소의 인산기를 떼어내어 과당 6-인산을 생성하는 과당 2,6-이중인산가수분해효소(FBPase-2)로 작용할 수 있다. 또한 TIGAR는 과당 6-인산의 2번 탄소에 인산기를 붙여 과당 2,6-이중인산(F2,6BP)를 생성하는 포스포프럭토키네이스-2(PFK-2)로도 작용할 수 있다.

#### 피루브산 키네이스

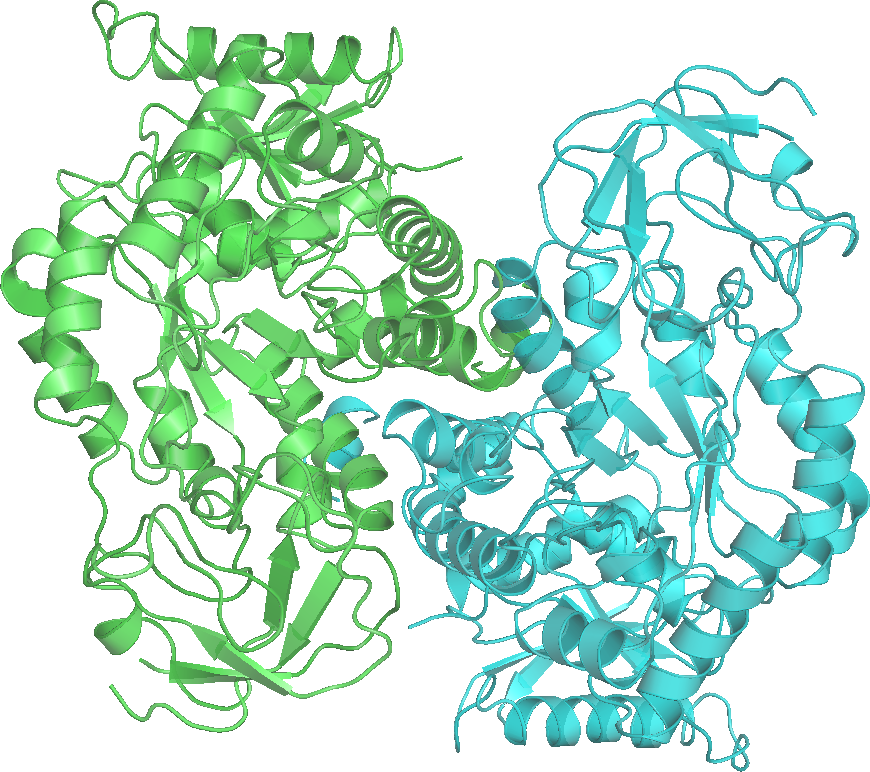
효모의 피루브산 키네이스

피루브산 키네이스는 피루브산과 ATP를 생성하는 해당과정의 마지막 단계를 촉매한다. 피루브산 키네이스는 포스포엔올피루브산(PEP)에서 ADP로 인산기를 전이시키는 반응을 촉매하여 1분자의 피루브산과 1분자의 ATP를 생성시킨다.
에피네프린과 글루카곤은 단백질 키네이스 A를 통해 간에 있는 피루브산 키네이스를 간접적으로 조절한다. 단백질 키네이스 A는 간의 피루브산 키네이스를 인산화시켜 비활성 상태로 만든다. 근육의 피루브산 키네이스는 에피네프린으로 인한 단백질 키네이스 A의 활성화에 의해 저해되지 않는다. 단식 중일 때와 같이 포도당을 이용할 수 없는 상황에서는 글루카곤이 분비된다. 따라서 단식 중일 때 해당과정은 간에서 억제되지만, 근육에서는 영향을 받지 않는다. 혈당량이 증가하면 인슐린이 분비되고, 인단백질 인산가수분해효소 I (phosphoprotein phosphatase I)이 활성화되고 피루브산 키네이스가 탈인산화되어 활성화된다. 이러한 조절은 피루브산 키네이스가 촉매하는 반응과 이에 대한 역반응(피루브산 카복실화효소와 포스포엔올피루브산 카복시키네이스)이 동시에 활성화되어 낭비 회로가 되는 것을 방지한다.

## 해당과정 이후의 대사과정
해당과정의 전체 반응식은 다음과 같다.
포도당 + 2 NAD+ + 2 ADP + 2 Pi → 2 피루브산 + 2 NADH + 2 H+ + 2 ATP + 2 H2O
해당과정이 계속해서 일어난다면, NAD+가 고갈되고, 해당과정도 중단될 것이다. 해당과정을 계속 진행시키기 위해서 생물은 NADH를 다시 NAD+로 산화시킬 수 있어야 한다. 이것이 어떻게 수행되는지의 여부는 외부의 전자수용체를 이용가능한가에 달려있다.

### 무산소 조건에서 NAD+의 재생성
NAD+를 재생성하는 한 가지 방법은 피루브산을 환원시키는 것이다. 젖산 발효라고 불리는 과정에서 피루브산은 젖산으로 환원되고, 이 과정에서 NADH가 NAD+로 산화된다.
피루브산 + NADH + H+ → 젖산 + NAD+
젖산 발효는 요구르트를 만드는 데 이용되는(젖산은 우유를 응고시킨다) 세균에서 일어난다. 또한 젖산 발효는 저산소 상태(또는 부분적으로 혐기성 상태)인 동물에서 일어나는데, 예를 들면 산소가 부족한 근육에서 발견된다. 많은 조직에서 젖산 발효는 에너지 생성을 위한 최후의 수단이다. 대부분의 동물 조직은 혐기성 조건을 오래 견디지 못한다.
효모와 같은 일부 생물은 에탄올 발효라고 불리는 과정에서 NADH를 NAD+로 전환시킨다. 에탄올 발효에서 피루브산은 먼저 아세트알데하이드와 이산화 탄소로 변환된 다음 에탄올로 전환된다.
젖산 발효와 에탄올 발효는 산소가 없을 때 일어날 수 있다. 이러한 혐기성 발효는 많은 단세포 생물이 유일한 에너지 공급원으로 해당과정을 사용할 수 있게 한다.
무산소 조건에서 NAD+의 재생성은 척추동물에서 짧고 격렬한 운동을 하는 동안 에너지 생성의 효과적인 수단이 된다. 사람은 단거리 달리기 같은 격렬한 운동을 1분 이상 지속하기 힘들다. 물개, 고래와 같은 잠수동물들은 운동 강도가 낮으면 매우 오랜 시간 동안 근육 활동을 유지할 수 있다. 산소가 부족한 조건에서 NADH의 전자를 피루브산이 받아서 피루브산이 젖산으로 환원되고 NADH가 NAD+로 산화되어 NAD+를 보충한다. 젖산 발효에서 포도당 1분자당 2분자의 ATP가 생성된다. 젖산 발효를 통해 ATP를 생성하는 속도는 산화적 인산화를 통해 ATP를 생성하는 속도의 약 100배이다. H+가 근육에 축적되면 세포질의 pH가 낮아져서 결국 해당과정에 관여하는 효소를 억제하게 된다.
격렬한 운동을 하는 동안 근육의 타는 듯한 느낌은 산소 호흡으로는 더 이상 근육의 에너지 요구량을 따라갈 수 없을 때 산소 호흡에서 발효로 전환되는 동안 H+의 방출로 인한 것일 수도 있다. 이러한 H+는 젖산에서 일부 생성된다. 낮은 산소 조건에서 신체는 ATP 생성의 효율성은 떨어지지만, ATP 생성 속도는 빠른 방식을 취한다. 대기 중의 산소의 농도가 높아지기 전인 20억년~25억년 전에 발효는 생물에서 에너지를 생산하는 주요 방식이라 생각되어 왔고, 따라서 혐기성 조건에서 NAD+를 재생성하는 방식이 호기성 조건에서 NAD+를 재생성하는 방식보다 더 오래되었음을 나타낸다.
포유류의 간은 호기성 조건에서 젖산을 피루브산으로 전환시켜 과잉의 젖산을 제거한다(코리 회로 참조).
피루브산의 젖산으로의 발효는 때때로 "혐기성 해당과정"이라고도 불리지만, 해당과정은 산소의 유무에 관계없이 피루브산의 생성으로 끝난다.
젖산 발효에서 NADH는 2개의 전자를 피루브산에게 주고 산화되고, 에탄올 발효에서 NADH는 2개의 전자를 아세트알데하이드에게 주고 산화된다. 그러나, 혐기성 세균은 세포 호흡에서 최종 전자수용체로 다양한 화합물을 사용한다. 이러한 화합물에는 질산, 아질산 같은 질소화합물, 황산, 아황산, 이산화황, 황 같은 황화합물, 이산화 탄소, 철화합물, 망간화합물, 코발트화합물, 우라늄화합물 등이 있다.

### 산소 조건에서 NAD+의 재생성 및 피루브산의 대사 과정
호기성 생물은 공기 중의 산소를 최종 전자수용체로 사용하는 복잡한 메커니즘을 발달시켜 왔다.
- 첫째, 해당과정에 의해 생성된 NADH + H+는 산화되기 위해 미토콘드리아로 이동되어야 하고, 해당과정이 계속 진행될려면 NAD+가 재생성되어야 한다. 그러나, 미토콘드리아 내막은 NADH와 NAD+에 불투과성이다.[33] 그러므로 NADH로부터 전자를 미토콘드리아 내막을 가로질러 운반하기 위한 두 개의 "셔틀", 말산-아스파르트산 셔틀과 글리세롤 3-인산 셔틀이 사용된다. 말산-아스파르트산 셔틀에서 NADH의 전자가 세포질의 옥살아세트산으로 옮겨져 말산이 형성된다. 그런 다음 말산은 미토콘드리아 내막을 가로질러 미토콘드리아 기질로 이동하여, 미토콘드리아 기질에서 NAD+에 의해 재산화되어 옥살아세트산과 NADH를 형성한다. 그리고 옥살아세트산은 미토콘드리아 밖으로 쉽게 운반되는 아스파르트산으로 전환되고 세포질로 재순환된다. 글리세롤 3-인산 셔틀에서 세포질의 NADH의 전자가 다이하이드록시아세톤 인산으로 옮겨져 미토콘드리아 외막을 쉽게 가로지를 수 있는 형태인 글리세롤 3-인산을 형성한다. 그런 다음 글리세롤 3-인산은 다이하이드록시아세톤 인산으로 재산화되고, NAD+ 대신에 FAD로 전자를 전달한다.[33] 이 반응은 미토콘드리아 내막에서 일어나며, FADH2가 전자전달계의 부분인 유비퀴논(조효소 Q)으로 직접적으로 전자를 전달한다. 이 과정에서 전자는 궁극적으로 산소(O2)로 전달되어 물(H2O)이 형성되고 방출된 에너지는 ATP의 형태로 저장된다.
- 피루브산의 산화로 불리는 과정을 통해 해당과정의 최종 산물인 피루브산은 미토콘드리아 기질로 들어가 아세틸-CoA로 전환된다. 이 과정에서 CO2가 방출되고, NAD+가 NADH + H+로 환원된다.
- 그 결과 아세틸-CoA는 시트르산 회로(또는 크렙스 회로)로 들어가서 CO2, NADH + H+, FADH2, ATP가 생성되는데 쓰이게 된다.
- 미토콘드리아 내막에 있는 전자전달계를 통해 NADH + H+와 FADH2에서 방출된 전자는 최종 전자수용체인 O2에 전달되어 H2O를 형성한다. 이 과정에서 방출되는 에너지를 이용해서 미토콘드리아 내막을 경계로 H+의 농도 기울기가 형성된다.
- 마지막으로 H의 농도 기울기는 산화적 인산화로 불리는 과정에서 1분자의 NADH + H+의 산화에 의해 약 2.5분자의 ATP를, 1분자의FADH2의 산화에 의해 약 1.5분자의 ATP를 생성하는데 사용된다.[33]

### 탄수화물의 지방산과 콜레스테롤로의 전환
해당과정에서 생성된 피루브산은 탄수화물을 지방산과 콜레스테롤로 전환시키는 중요한 매개체이다. 이것은 미토콘드리아에서 피루브산이 아세틸-CoA로 전환되는 것을 통해 일어난다. 그러나, 아세틸-CoA는 지방산과 콜레스테롤의 합성을 위해 세포질로 이동되어야 하는데, 이 과정은 직접적으로 일어나지 않는다. 세포질의 아세틸-CoA를 얻기 위해 시트르산 회로에서 아세틸-CoA와 옥살아세트산의 축합반응으로 생성된 시트르산이 빠져나온 다음, 미토콘드리아 내막을 가로질러 세포질로 운반된다. 세포질에서 시트르산은 ATP 시트르산 분해효소에 의해 아세틸-CoA 및 옥살아세트산으로 분해된다. 옥살아세트산은 말산으로 전환된 후 미토콘드리아 기질로 돌아오고, 말산은 다시 옥살아세트산으로 전환되고, 옥살아세트산은 더 많은 아세틸-CoA를 미토콘드리아 밖으로 이동시키는데 사용된다. 지방산 합성의 첫 단계로 세포질의 아세틸-CoA는 아세틸-CoA 카복실화효소에 의해 카복실화되어 말로닐-CoA로 전환되거나, 아세틸-CoA는 아세토아세틸-CoA와 결합하여 β-하이드록시-β-메틸글루타릴-CoA(HMG-CoA)가 되는데 이 반응은 콜레스테롤 합성의 속도 제한 단계로 조절된다. 콜레스테롤은 동물 세포막의 구성 성분으로 사용되거나, 스테로이드 호르몬, 담즙산, 비타민 D를 합성하는데 사용될 수 있다.

### 피루브산의 옥살아세트산으로의 전환
해당과정에 의해 생성된 피루브산은 능동수송에 의해서 미토콘드리아 기질로 들어간 후에 피루브산 탈수소효소 복합체에 의해 아세틸-CoA, CO2, NADH + H+를 생성하거나, 피루브산 카복실화효소에 의해 옥살아세트산을 생성한다. 피루브산 카복실화효소가 촉매하는 반응은 보충대사 반응인데 활동으로 인한 조직(예: 심장과 골격근)의 에너지 필요량이 갑자기 증가할 때 아세틸-CoA가 대사되는 시트르산 회로의 용량을 증가시킨다. 시트르산 회로에서 회로를 도는 동안 모든 중간생성물들(예: 시트르산, 아이소시트르산, α-케토글루타르산, 석시닐-CoA, 석신산, 푸마르산, 말산, 옥살아세트산)이 재생된다. 따라서 이러한 중간생성물들 중 하나를 더 많이 미토콘드리아에 첨가해주면 추가된 분량이 시트르산 회로 내에서 유지되고, 회로를 도는 동안 다른 모든 중간생성물들이 증가한다. 따라서 옥살아세트산의 첨가는 모든 시트르산 회로의 중간생성물의 양을 크게 증가시켜 시트르산 회로의 아세틸-CoA를 대사하는 용량을 증가시킨다. 아세틸-CoA 1분자당 9분자의 ATP와 1분자의 GTP를 형성하기에 충분한 에너지를 방출한다.
시트르산 회로에서 옥살아세트산을 제거하기 위해 말산을 미토콘드리아에서 세포질로 이동시켜 재생성될 수 있는 옥살아세트산의 양을 감소시킬 수 있다. 또한, 시트르산 회로의 중간생성물들은 퓨린, 피리미딘, 포르피린과 같은 다양한 물질을 생성하기 위해 끊임없이 사용된다.

## 다른 대사경로에 사용되는 중간생성물
이 문단은 포도당이 피루브산으로 산화되는 동안 잠재적인 화학 에너지를 사용가능한 화학에너지로 전환하는 것과 관련된 이화작용에 집중하여 서술한다. 해당과정의 대사산물들은 동화작용에서도 사용되기 때문에 생합성을 위한 탄소 골격의 공급에도 중요한 역할을 담당한다.
다음의 대사경로들은 대사물질의 공급원으로 해당과정에 크게 의존한다.
- 오탄당 인산 경로는 해당 과정에서 생성된 포도당 6-인산의 탈수소반응으로 시작하여 지방산과 콜레스테롤 합성을 위한 다양한 오탄당과 NADPH를 생성한다.
- 또한 글리코젠 합성도 해당과정의 시작 부분인 포도당 6-인산으로 시작한다.
- 트라이글리세라이드 및 인지질의 생성을 위한 글리세롤은 해당과정의 중간생성물인 글리세르알데하이드 3-인산으로부터 생성된다.
- 해당과정 이후의 다양한 대사 경로들

- 지방산 합성
- 콜레스테롤 합성
- 시트르산 회로는 다음의 대사과정들을 유도한다.

- 아미노산 합성
- 뉴클레오타이드 합성
- 테트라피롤 합성

해당과정과 포도당신생합성은 많은 중간생성물들을 공유한다. 해당과정과 포도당신생합성 모두에서 조절 단계가 있으며 한 경로가 활성화될 때 다른 경로는 자동으로 비활성화된다. 따라서 해당과정과 포도당신생합성을 동시에 활성화시킬 수 없다. 만일 이 두 반응이 같은 세포 내에서 동시에 일어난다면 반응 사이클당 4개의 고에너지 인산 결합(2개의 ATP와 2개의 GTP)이 가수분해되어 낭비된다.
NAD+는 대부분의 다른 에너지 생성 반응(예: 지방산의 β산화, 시트르산 회로)에서와 같이 해당과정에서 산화제로 사용된다. 이렇게 생성된 NADH는 궁극적으로 전자를 O2로 전달하여 물을 생성하거나 O2를 사용할 수 없는 경우 젖산 또는 에탄올과 같은 화합물을 생성하는데 주로 사용된다. NADH는 합성 반응에서는 거의 사용되지 않으며, 포도당신생합성에서는 예외적으로 사용된다. 지방산 합성과 콜레스테롤 합성 반응에서의 환원제는 NADPH이다. 이러한 차이는 NADPH는 생합성 반응에 사용되고, NADH는 에너지 방출 반응에서 생성된다는 일반적인 원리를 보여준다. NADPH의 공급원은 두 가지이다. 말산은 NADP+-의존성 말산효소에 의해 산화적으로 탈카복실화되고, 피루브산, CO2, NADPH를 생성한다. 또한 NADPH는 포도당을 리보스로 전환시키는 오탄당 인산 경로에 의해 생성된다. 생성된 오탄당은 뉴클레오타이드와 핵산의 합성에 사용되거나, 피루브산으로 분해될 수도 있다.

## 질병에서의 해당과정

### 당뇨병
인슐린에 반응하여 세포는 포도당을 흡수하고, 흡수된 포도당은 해당과정을 통해 분해되어, 혈당량이 낮아진다. 그러나 당뇨병에서 볼 수 있는 낮은 인슐린 수치는 혈당량을 상승시키고, 포도당이 세포로 제대로 흡수되지 못해서 고혈당증을 일으킨다. 간세포는 포도당신생합성을 통해 이러한 고혈당증에 더욱 기여하게 된다. 간세포 내에서의 해당과정은 간에서 포도당 생산 조절에 관여하며, 포도당이 간에서 과잉생산될 경우 고혈당증이 발생한다.

### 유전병
대사과정의 중요성으로 인해 해당과정의 돌연변이는 일반적으로 드물며, 이것은 돌연변이 발생의 대다수가 세포 호흡을 제대로 하지못해 초기 단계에서 세포가 죽어버리는 것을 의미한다. 그러나 일부 돌연변이에서는 만성 용혈성 빈혈을 유발하는 피루브산 키네이스 결핍증이 관찰되기도 한다.

### 암
암세포는 정상세포보다 해당과정의 속도가 10배 빠르다. 대부분의 암세포들은 성장 초기에 충분한 산소를 공급할 모세혈관이 부족하기 때문에 저산소 상태에서 성장한다. 따라서 암세포는 ATP를 생성하기 위해 해당과정과 같은 혐기적인 대사과정에 의존한다. 일부 암세포는 해당과정의 특정 효소들을 과발현시켜서 해당과정의 속도를 높인다. 종종 이러한 효소들은 해당과정 효소의 동질효소로 피드백 억제에 대한 감수성이 다양하다. 해당과정의 활성 증가는 궁극적으로 혐기성 대사 경로로부터 충분한 ATP를 생성함으로써 저산소증의 영향을 막는다. 이 현상은 1930년 오토 바르부르크(Otto Warburg)에 의해 처음 기술되었으며, 바르부르크 효과(Warburg effect)라고 한다. 이러한 바르부르크 효과를 설명하기 위해 많은 이론들이 제시되었다.
암세포에서 해당과정의 속도가 빠른 것은 의학적으로 매우 유용하다. 양전자 방출 단층촬영(PET)을 이용해 2-18F-2-디옥시글루코스(FDG, 방사성 동위원소로 변형된 헥소키네이스의 기질)를 흡수시켜 암세포의 위치를 정확하게 진단할 때 이용한다.
해당과정을 억제함으로써 암을 치료하는 연구가 진행 중인데, 케톤생성 식이요법을 포함한 다양한 방법으로 암세포를 굶겨 죽일 수도 있다.

## 다른 명명법
해당과정의 대사산물의 일부는 다른 이름과 명명법이 있다. 해당과정의 대사산물의 일부는 캘빈 회로와 같은 다른 대사경로의 대사 산물들과 부분적으로 겹친다.
|    | 이 문서에서의 이름        | 이 문서에서의 이름 | 다른 이름                                                                | 다른 약자              |
| -- | ------------------------- | ------------------ | ------------------------------------------------------------------------ | ---------------------- |
| 1  | 포도당                    | Glc                | 덱스트로스                                                               |                        |
| 2  | 포도당 6-인산             | G6P                |                                                                          |                        |
| 3  | 과당 6-인산               | F6P                |                                                                          |                        |
| 4  | 과당 1,6-이중인산         | F1,6BP             | 과당 1,6-이인산                                                          | FBP, FDP, F1,6DP       |
| 5  | 다이하이드록시아세톤 인산 | DHAP               | 글리세론 인산                                                            |                        |
| 6  | 글리세르알데하이드 3-인산 | GADP               | 3-포스포글리세르알데하이드                                               | PGAL, G3P, GALP,GAP,TP |
| 7  | 1,3-비스포스포글리세르산  | 1,3BPG             | 글리세르산 1,3-이중인산, 글리세르산 1,3-이인산, 1,3-다이포스포글리세르산 | PGAP, BPG, DPG         |
| 8  | 3-포스포글리세르산        | 3PG                | 글리세르산 3-인산                                                        | PGA, GP                |
| 9  | 2-포스포글리세르산        | 2PG                | 글리세르산 2-인산                                                        |                        |
| 10 | 포스포엔올피루브산        | PEP                |                                                                          |                        |
| 11 | 피루브산(Pyruvate)        | Pyr                | 피루브산(Pyruvic acid)                                                   |                        |

## 같이 보기
- 탄수화물 분해
- 시트르산 회로
- 코리 회로
- 발효
- 포도당신생합성
- 펜토스 인산 경로
- 피루브산 산화
- 삼탄당 키네이스
- 개입단계